# Liga de Campeones Árabe 1987
La Liga de Campeones Árabe 1987 es la quinta edición de este torneo de fútbol a nivel de clubes árabes organizado por la UAFA y que contó con la participación de 10 equipos de África del Norte y del Medio Oriente, 2 menos que en la edición anterior.
El Al-Rasheed de Irak se proclamó campeón del torneo por tercera edición consecutiva vencer en la final al Al-Ittihad de Arabia Saudita jugada en Riad, Arabia Saudita.

## Primera ronda

### Grupo A
| Local           | Resultado | Visitante       |
| --------------- | --------- | --------------- |
| Al Rasheed      | 5-1       | Étoile du Sahel |
| Al Rasheed      | 5-0       | Nadi            |
| Al-Ittihad      | 4-3       | Étoile du Sahel |
| Al-Ittihad      | 1-3       | Al Rasheed      |
| Étoile du Sahel | 2-2       | Nadi            |
| Al Ittihad      | 2-0       | Nadi            |

| Club            | Pts | J | G | E | P | GF | GC |
| --------------- | --- | - | - | - | - | -- | -- |
| Al Rasheed      | 6   | 3 | 3 | 0 | 0 | 13 | 2  |
| Al-Ittihad      | 4   | 3 | 2 | 0 | 1 | 7  | 6  |
| Étoile du Sahel | 1   | 3 | 0 | 1 | 2 | 6  | 11 |
| Nadi            | 1   | 3 | 0 | 1 | 2 | 2  | 9  |

### Grupo B
| Local          | Resultado | Visitante      |
| -------------- | --------- | -------------- |
| Al-Hilal       | 1-0       | Al-Arabi SC    |
| Al-Jaish FC    | 0-1       | Tersana SC     |
| Al-Hilal       | 0-1       | JET Tizi-Ouzou |
| Al-Jaish FC    | 3-0       | Al-Arabi SC    |
| Al-Arabi SC    | 1-3       | Tersana SC     |
| JET Tizi-Ouzou | 1-0       | Al-Jaish FC    |
| Al-Hilal       | 0-0       | Tersana SC     |
| Al-Arabi SC    | 0-0       | JET Tizi-Ouzou |
| Al-Hilal       | 1-0       | Al-Jaish FC    |
| Tersana SC     | 0-0       | JET Tizi-Ouzou |

| Club          | Pts | J | G | E | P | GF | GC |
| ------------- | --- | - | - | - | - | -- | -- |
| Tersana SC    | 6   | 4 | 2 | 2 | 0 | 4  | 1  |
| JE Tizi Ouzou | 6   | 4 | 2 | 2 | 0 | 2  | 0  |
| Al-Hilal      | 5   | 4 | 2 | 1 | 1 | 2  | 1  |
| Al-Jaish FC   | 2   | 4 | 1 | 0 | 3 | 3  | 3  |
| Al Arabi SC   | 1   | 4 | 0 | 1 | 3 | 1  | 7  |

## Fase final
|  | Semifinales          | Semifinales          |   |                      | Final                | Final |  |
|  |                      |                      |   |                      |                      |       |  |
|  |                      |                      |   |                      |                      |       |  |
|  | Riad, 1 de noviembre |                      |   |                      |                      |       |  |
|  | Al-Ittihad           | 1                    |   |                      |                      |       |  |
|  | Tersana SC           | 0                    |   |                      |                      |       |  |
|  |                      |                      |   |                      |                      |       |  |
|  |                      |                      |   |                      | Riad, 3 de noviembre |       |  |
|  |                      |                      |   |                      | Al-Ittihad           | 1     |  |
|  |                      | Al-Rasheed SC (t.e.) | 2 |                      |                      |       |  |
|  |                      |                      |   |                      |                      |       |  |
|  |                      |                      |   |                      |                      |       |  |
|  |                      |                      |   |                      | Tercer lugar         |       |  |
|  | Riad, 1 de noviembre | Riad, 1 de noviembre |   | Riad, 3 de noviembre | Riad, 3 de noviembre |       |  |
|  | Al-Rasheed SC        | 4                    |   | JE Tizi Ouzou        | 2                    |       |  |
|  | JE Tizi Ouzou        | 0                    |   |                      | Tersana SC           | 1     |  |

## Campeón
| Liga de Campeones Árabe 1987 |
| ---------------------------- |
| Bandera de Irak              |
| Al Rasheed 3.er título       |